# Calonne-sur-la-Lys

Calonne-sur-la-Lys este o comună în departamentul Pas-de-Calais, Franța. În 1 ianuarie 2022 avea o populație de 1.578 de locuitori.